# Edivaldo Rojas
Bolívia, właśc. Edivaldo Rojas Hermoza (ur. 17 listopada 1985 w Cuiabie) – boliwijski piłkarz pochodzenia brazylijskiego występujący najczęściej na pozycji napastnika.

## Kariera klubowa
Bolívia, syn Brazylijczyka i Boliwijki, profesjonalną karierę piłkarską rozpoczynał w ojczyźnie ojca w zespole Athletico Paranaense z siedzibą w mieście Kurytyba. W 2004 roku podpisał z tą drużyną pięcioletni kontrakt i w Campeonato Brasileiro Série A zadebiutował 18 sierpnia w zremisowanym 1:1 spotkaniu z Figueirense. Nie potrafił sobie jednak wywalczyć miejsca w wyjściowym składzie ekipy i wiosną 2005 został wypożyczony do klubu Ferroviária, występującego w trzeciej lidze stanu São Paulo. Jesienią tego samego roku, także na zasadzie półrocznego wypożyczenia, zasilił Figueirense, w barwach którego rozegrał dwa mecze w najwyższej klasie rozgrywkowej. Po raz trzeci odszedł na sześciomiesięczne wypożyczenie do grającego w Campeonato Paulista zespołu Guaratinguetá.
Latem 2008 Bolívia na zasadzie wolnego transferu przeszedł do portugalskiej drużyny Naval 1º Maio. W Primeira Liga pierwszy mecz rozegrał 24 sierpnia 2008 w wygranej 1:0 konfrontacji z CS Marítimo, natomiast premierowego gola zdobył 16 listopada tego samego roku w przegranym 1:2 spotkaniu z FC Paços de Ferreira. Szybko wywalczył sobie miejsce w podstawowej jedenastce Naval, jednak nie odniósł z tą ekipą większych sukcesów. Po sezonie 2010/2011 spadł ze swoim klubem do drugiej ligi portugalskiej – Liga de Honra.
W listopadzie 2021 ogłosił zakończenie kariery zawodniczej.

## Kariera reprezentacyjna
Dysponujący podwójnym obywatelstwem Bolívia był uprawniony do gry w reprezentacji Brazylii i reprezentacji Boliwii. Ostatecznie zdecydował się na występy w drugiej z wymienionych kadr i zadebiutował w niej 5 czerwca 2011 w przegranym 0:2 meczu towarzyskim z Paragwajem. Kilka tygodni później został powołany przez selekcjonera Gustavo Quinterosa na turniej Copa América, gdzie 1 lipca w zremisowanym 1:1 spotkaniu otwarcia z Argentyną strzelił premierową bramkę w reprezentacji. Było to zarazem pierwsze trafienie w tej edycji południowoamerykańskich rozgrywek i jedyny gol dla Boliwijczyków, którzy nie zdołali wyjść z grupy.